# Gérygone blafarde
Gerygone tenebrosa
Espèce
Statut de conservation UICN

 LC  : Préoccupation mineure
La Gérygone blafarde (Gerygone tenebrosa) est une espèce de passereaux de la famille des Acanthizidae.

## Distribution
Elle peuple les littoraux d'Australie-Occidentale.

## Habitat
Elle habite les mangroves.

## Sous-espèces
D'après Alan P. Peterson, il en existe deux sous-espèces :
- Gerygone tenebrosa tenebrosa (Hall, 1901) ;
- Gerygone tenebrosa christophori Mathews, 1912.